# Peleteria anaxias
Peleteria anaxias är en tvåvingeart som först beskrevs av Walker 1849.  Peleteria anaxias ingår i släktet Peleteria och familjen parasitflugor. Inga underarter finns listade i Catalogue of Life.